# Правила життя
«Пра́вила життя́» — телевізійна програма публіцистичного жанру, у якій висвітлюються проблеми сучасної України. Перший випуск вийшов у вересні 2006 року .

## Тематика
Теми кожного випуску різні, деякі з них розбиті на декілька випусків. Проблематика передачі доволі різноманітна: квартирні афери, помилки лікарів, хабарі під час навчання, робота житлово-експлуатаційних контор .